# Gare des Clairières de Verneuil
Gare des Clairières de Verneuil vasútállomás Franciaországban, Verneuil-sur-Seine településen.

## Vasútvonalak
Az állomást az alábbi vasútvonalak érintik:
- Párizs–Le Havre-vasútvonal

## Kapcsolódó állomások
A vasútállomáshoz az alábbi állomások vannak a legközelebb:
- Gare des Mureaux (Gare de Vernon, Transilien J vonal)
- Gare de Vernouillet - Verneuil (Paris Gare Saint-Lazare, Transilien J vonal)